# Anna Walton
Anna Walton (Londra, 18 dicembre 1980) è un'attrice britannica.

## Biografia
Anna ha iniziato a lavorare come modella quando era ancora a scuola. Ha frequentato la scuola superiore Queenswood di Herts, e dopo il diploma ha iniziato a formarsi professionalmente come attrice alla Oxford School of Drama, dalla quale si è diplomata nel 2004. In seguito alla formazione scolastica, ha iniziato ad apparire in piccoli ruoli televisivi e cinematografici.
Ha un figlio, di nome Oliver, nato nell'aprile del 2007.

## Carriera
Conosciuta inizialmente per i ruoli in film quali Vampire Diary e Mutant Chronicles, la sua interpretazione più importante finora è stata quella della compassionevole Principessa Nuala in Hellboy II: The Golden Army, nel quale ha recitato insieme al precedente co-protagonista di Mutant Chronicles Ron Perlman, nel ruolo questa volta del protagonista Hellboy. Anna è apparsa anche in una serie televisiva della NBC, intitolata Crusoe.

## Filmografia

### Cinema
- Vampire Diary, regia di Mark James e Phil O'Shea (2006)
- A Girl and a Gun, regia di David L.G. Hughes – cortometraggio (2007)
- Mutant Chronicles, regia di Simon Hunter (2008)
- Hellboy: The Golden Army, regia di Guillermo del Toro (2008)
- 5 Days of War, regia di Renny Harlin (2011)
- Deviation, regia di J.K. Amalou (2012)
- The Seasoning House, regia di Paul Hyett (2012)

### Televisione
- Bright Hair, regia di Christopher Menaul – film TV (1997)
- Out of Hours – miniserie TV, episodio 1x01 (1998)
- Crusoe – serie TV, 12 episodi (2008-2009)
- Reign – serie TV, 5 episodi (2013-2015)